# Stirellus beameri
Stirellus beameri är en insektsart som beskrevs av Ball 1933. Stirellus beameri ingår i släktet Stirellus och familjen dvärgstritar. Inga underarter finns listade i Catalogue of Life.